# コーヒールンバ
「コーヒールンバ」（Coffee rumba）は、アルパ奏者のウーゴ・ブランコの演奏で世界的にヒットした曲。原曲は、ブランコの叔父であるベネズエラの作曲家ホセ・マンソ・ペローニ（Jose Manzo Perroni）がコーヒーをモチーフに1958年に作詞・作曲したMoliendo café（モリエンド・カフェ、日本語対訳「コーヒーを挽きながら」）である。

## 概要
実際には曲のリズムはルンバではなく、オルキデア（Orquidea：ウーゴ・ブランコが生み出したリズム形式）である。
日本では文化放送『ユア・ヒット・パレード』で1961年度の年間5位を記録。また、1961年から1962年に西田佐知子（日本語詞：中沢清二）、また西田盤と歌詞が異なる、ザ・ピーナッツ（日本語詞：あらかはひろし）らによりカバー版が競作されるが、中沢清二によるエキゾチック趣味の日本語詞（原曲の詞とは全く無関係）で唄った西田佐知子の歌唱版がより知られている。
なお、西田盤は当初「欲望のブルース」のB面曲であったが、1969年の再発盤では「コーヒールンバ」がA面に入れ替えられている。また、森山加代子も自身のアルバムで、中沢清二の日本語詞でカバーした。
西田佐知子は本作のヒットにより1961年、第12回NHK紅白歌合戦に初出場した。後1992年（第43回）では本作をリバイバル・ヒットさせた荻野目洋子により歌唱されている。

### 1980年代以降のカバー
その後も1980年代にフリオ・イグレシアスがカバーした頃から徐々に再評価の機運が高まり、国実百合（1991年「國實唯理」名義）、ロジック・システム、荻野目洋子（覆面歌手「YO-CO」名義、ダイドードリンコCM曲）（共に1992年）、井上陽水（2001年）、工藤静香（2002年）らが日本語版を再カバーしてリバイバルヒットとなった。2006年にはピンクジャムプリンセスが、2007年には伴都美子がカバーアルバム『Voice〜cover you with love〜』で、2015年には福山雅治がカバーアルバム『魂リク』で、2019年には西田あいがカバーアルバム『アイランド・ソングス　～私の好きな愛の唄～』でカバーした。
渥美二郎は流しスタイルで歌う『演歌師シリーズ』の最新アルバム『新・演歌師〜歌とギターとパーカッション〜』で題名通りギターとパーカッションのみで歌唱。2017年の歌手生活50周年記念コンサートでも同様の内容で歌唱している。
アントニオ古賀の「クスリ・ルンバ」（1971年）と「クスリ・ルンバPartII」（1982年）、三朝れい子の「カクテルルンバ」（1971年）、大沢悠里・小鳩くるみの「麻雀・風呂つき・お酒ルンバ」（1978年）（1997年には悠里・さこみちよによるリメイク版「麻雀・風呂つき・お酒ルンバもどき」も発売）、谷五郎とゴロー・ショーによる「野菜ルンバ」（1993年）、こぶ茶バンドの「こぶ茶ルンバ」（1999年）など替え歌によるカバー版もある。
カバー版を発売した歌手以外にも西城秀樹、中澤裕子、田村直美などがライブで歌唱し、またインストゥルメンタル曲としても様々なミュージシャンによりカバー（東京キューバン・ボーイズ、
上松美香など）、ライブ演奏される機会が多い。
日本語版のカバーは西田佐知子版を基本としているものが多く、ザ・ピーナッツ版のカバーは殆ど存在していない。
1994年にはIgnacio Aldereteがカバーし、アルバム『Moliendo Cafe』に収録している。

## 備考
- JASRACに於いては2022年現在、外国作品／出典：PJ (サブ出版者作品届)   ／作品コード  0M0-6260-4 MOLIENDO CAFEとして登録[4]。内外含めて計110組の歌手が「アーティスト」として登録されている[4]。
- 本作の出版者は、MORRO MUSIC。日本におけるサブ出版[注釈 3]はピアーミュージック（PEER MUSIC）[注釈 4][5][4]である。
- 訳詞としては、中沢清二と駿河あきら[注釈 1]が登録されている。
- 2006年にチロルチョコから、「コーヒールンバ」というチョコレート菓子が発売された。パッケージには西田佐知子版『コーヒールンバ』のレコードジャケットが印刷されている。
- トーヨーベンディングのコーヒー自動販売機のミル挽き珈琲アドマイヤ（主に高速道路のSA・PAに設置され、鉄道駅の一部にも設置されている）は、コーヒーを抽出する際に「コーヒールンバ」のBGMが流れる。
- サッカーのチームチャントとして多くのチームがこの曲を使用しており、有名どころではボカ・ジュニアーズ・日本国内ではFC東京・横浜F・マリノス・ヴィッセル神戸・北海道コンサドーレ札幌・ヴァンフォーレ甲府などがチャントに用いている。
- ウーゴ・ブランコの曲は、東海地方ではボンタイン珈琲のCMソングとしても長年知られている。
- この曲は、香山武彦がレコーディングし日本コロムビアからの発売が予定されていたが、香山の実姉の美空ひばりと実母の加藤喜美枝が反対したために実現しなかったという[6]。
- この曲がヒットした1960年代初頭は、日本で初めてインスタントコーヒーが国産化されたことにより、コーヒーが喫茶店や食堂だけでなく一般家庭でも広く飲まれるようになった時代でもあった。

## シングル収録曲
ウーゴ・ブランコとそのアルパヴィアヘラ盤（ポリドール DP-1223）
1. コーヒー・ルンバ（Moliendo Cafe）
2. らんの花（Orquidea）

西田佐知子盤（ポリドール DJ-1157　1961年8月発売）
1. 欲望のブルース
2. コーヒー・ルンバ

西田佐知子盤（ポリドール DR-2007　1969年再発）
1. コーヒー・ルンバ
2. 欲望のブルース

西田佐知子盤（ポリドール UPCH-5045　2001年3月7日再発）
1. コーヒー・ルンバ
2. くれないホテル
3. 初めての街で
4. アカシアの雨がやむとき

ザ・ピーナッツ盤（キング EB-7052/SEB-38　1962年1月発売）
1. コーヒー・ルンバ
2. シンデレラ

ザ・ピーナッツ盤（キング K07S-423　1983年6月21日）
※「キング・オリジナル・シングル復刻盤シリーズ」の1つ「ザ・ピーナッツvol.1」の1枚として「可愛い花」「情熱の花」と3枚セットで発売。
1. コーヒー・ルンバ
2. シンデレラ

国実百合（國實唯理）盤（コロムビア CODA-8917　1991年11月1日発売）
1. コーヒー・ルンバ　※フジテレビ『クイズ!年の差なんて』エンディングテーマ
2. 迷い道

荻野目洋子（YO-CO）盤（ビクター VIDL-10223　1992年5月8日発売）
1. コーヒー・ルンバ　※ダイドードリンコ ダイドーブレンドコーヒーCMソング
2. Starship
3. コーヒー・ルンバ（オリジナル・カラオケ）
4. Starship（オリジナル・カラオケ）

井上陽水盤（フォーライフ FLCF-3835　2001年1月24日発売）
1. コーヒー・ルンバ
2. 星のフラメンコ
3. ドミノ
4. 旅人よ

アントニオ古賀盤（コロムビア P-120　1971年3月発売）
1. クスリ・ルンバ
2. さすらいのギター

アントニオ古賀盤（コロムビア　1982年7月発売）
1. クスリ・ルンバ PartII
2. その名はフジヤマ

アントニオ古賀盤（コロムビア CODA-8955　1991年11月21日再発）
1. クスリ・ルンバ
2. クスリ・ルンバ（オリジナル・カラオケ）
3. バルセロナの疾風
4. バルセロナの疾風（オリジナル・カラオケ）

三朝れい子盤（テイチク SN-1182　1971年10月発売）
1. カクテルルンバ - 作詞：永井ひろし
2. チューリップマンボ

大沢悠里&小鳩くるみ盤（ビクター KV-1019　1978年発売）
1. 麻雀・風呂つき・お酒ルンバ
2. 麻雀・風呂つき・お酒ルンバ（カラオケと風呂オケ）

大沢悠里&さこみちよ盤（キング KIDX-366 1997年12月22日発売）
1. 空に星があるように
2. 空に星があるように（オリジナル・カラオケ）
3. 麻雀・風呂つき・お酒ルンバもどき
4. 麻雀・風呂つき・お酒ルンバもどき（オリジナル・カラオケ）

こぶ茶バンド盤（ポリドール POCH-1876　1999年12月15日発売）
1. こぶ茶ルンバ
2. こぶ茶 de Cha! Cha! Cha!
3. こぶ茶ルンバ（オリジナル・カラオケ）
4. こぶ茶 de Cha! Cha! Cha!（オリジナル・カラオケ）

## アルバム収録曲
- 日本の流行歌スターたち46 宝とも子 セ・シ・ボン～カチート(VICL-65594)[7]